# Saint-Tropez
Saint-Tropez (phát âm tiếng Pháp: [sɛ̃tʁɔpe]; Sant-Troupès trong phương ngữ Provençal) là một xã của Pháp, cách Nice 100 kilômét (62 dặm) về phía tây, thuộc tỉnh Var của vùng Provence-Alpes-Côte d'Azur miền đông nam Pháp. Đây cũng là thị trấn chính ở tổng Saint-Tropez.
Saint-Tropez nằm trên Côte d’Azur và từng chỉ là một làng chài nhỏ cho tới đầu thế kỷ XX. Đây là nơi đầu tiên ở vùng duyên hải này được giải phóng khỏi quân Trục trong Chiến tranh Thế giới II. Sau chiến tranh, nó trở thành một khu nghỉ dưỡng nổi tiếng, đồng thời vang danh nhờ những nghệ sĩ La Nouvelle Vague trong điện ảnh và phong trào âm nhạc Yé-yé.
Trong tiếng Pháp, cư dân Saint-Tropez được gọi là Tropéziens (phát âm tiếng Pháp: [tʁɔpeˈzjɛ̃]). Saint-Tropez cũng hay được gọi tắt là St-Trop (phát âm tiếng Pháp: [sɛ̃ˈtʁɔp]).